# Associazione Calcio Milan 2020-2021
Questa voce raccoglie le informazioni riguardanti l'Associazione Calcio Milan nelle competizioni ufficiali della stagione sportiva 2020-2021.

## Stagione

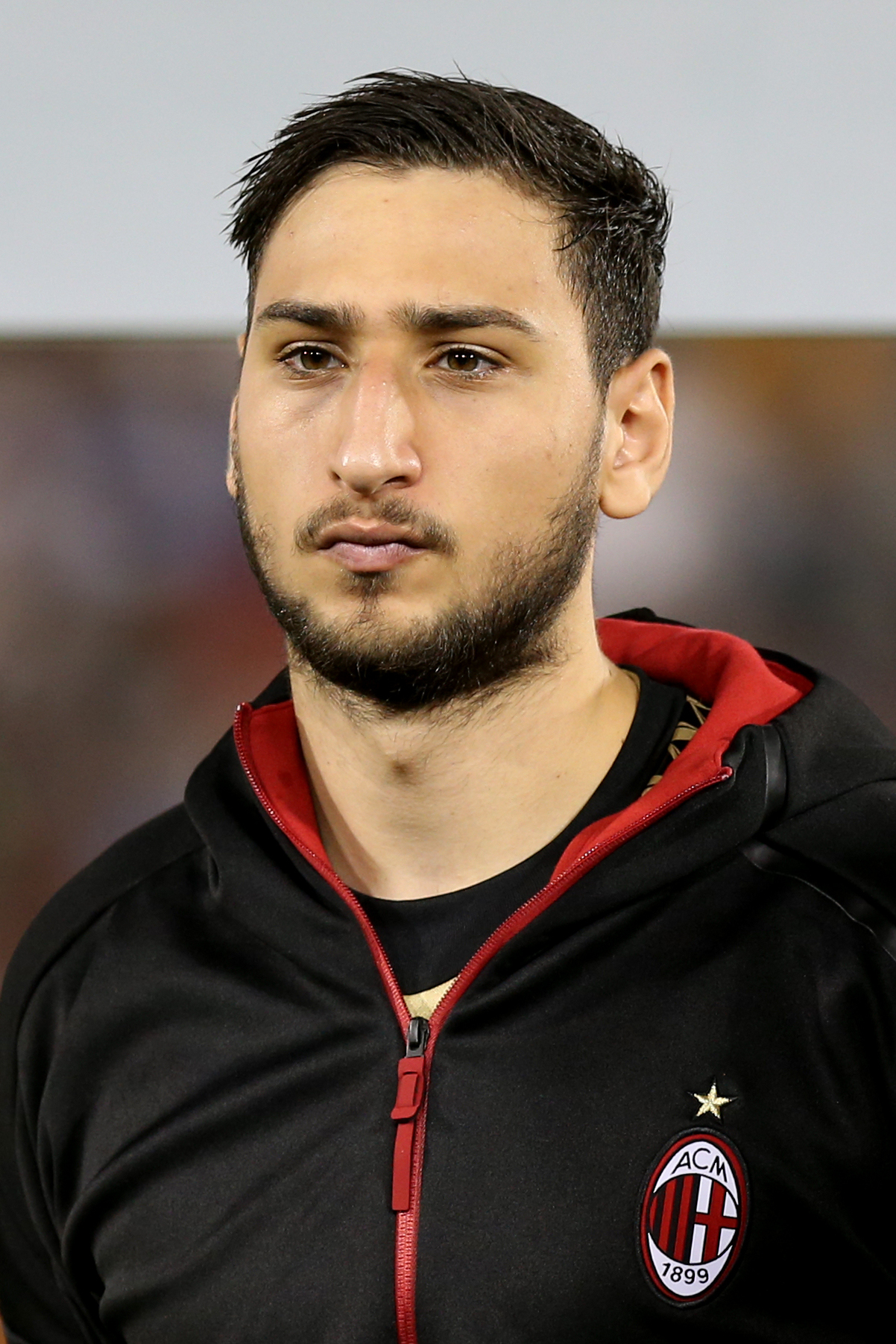
Gianluigi Donnarumma è uno dei protagonisti della stagione del.

Dopo il sesto posto del campionato precedente, il Milan conferma Stefano Pioli in panchina. La stagione inizia ufficialmente con il secondo turno preliminare di Europa League in gara secca, che vede i rossoneri superare per 2-0 in trasferta gli irlandesi dello Shamrock Rovers. Al terzo turno preliminare il Milan coglie una vittoria interna per 3-2 contro i norvegesi del Bodø/Glimt, che gli consente di qualificarsi per il play-off. Grazie alla rocambolesca vittoria ai calci di rigore per 9-8 contro i portoghesi del Rio Ave, dopo il 2-2 esterno maturato al termine dei tempi supplementari, i rossoneri accedono alla fase a gironi di Europa League. Nella competizione europea, il Milan viene sorteggiato nel girone H con gli scozzesi del Celtic, i cechi dello Sparta Praga e i francesi del Lilla.
In campionato il Milan inizia con quattro vittorie consecutive, compresa quella nel derby per 2-1, che valgono ai rossoneri la vetta solitaria della classifica. Nelle prime sei partite i meneghini ottengono cinque vittorie, evento verificatosi nella storia rossonera solo nelle stagioni 1995-1996 e 2003-2004. Al ritorno dalla sosta di novembre, il Milan batte per 3-1 il Napoli al San Paolo, dove non vinceva da 10 anni: protagonista della gara con una doppietta e dell'inizio di stagione dei rossoneri è Zlatan Ibrahimović, che nelle prime 8 giornate di campionato realizza 10 gol.
All'inizio di dicembre, dopo la vittoria in rimonta per 4-2 ai danni del Celtic, il Milan si qualifica ai sedicesimi di Europa League con un turno d'anticipo, per poi ottenere il primo posto del raggruppamento dopo la vittoria esterna con lo Sparta Praga per 1-0. I rossoneri chiudono il girone con quattro vittorie, un pareggio e una sola sconfitta, quella casalinga contro il Lilla per 0-3 (record negativo nella storia dei meneghini nelle competizioni UEFA).
Nel frattempo, in campionato, i rossoneri proseguono la loro striscia di imbattibilità: nella vittoria per 2-1 sul campo del Sassuolo l'attaccante portoghese Rafael Leão segna la rete del vantaggio rossonero dopo appena 6,76 secondi dal fischio d'inizio, infrangendo il record del gol più veloce nella storia della Serie A detenuto da Paolo Poggi (durato poco più di 19 anni). L'anno solare si chiude con la vittoria per 3-2 sulla Lazio, che permette al Milan di arrivare a 16 gare consecutive in Serie A con almeno due reti segnate e conservare il primo posto in classifica davanti all'Inter.

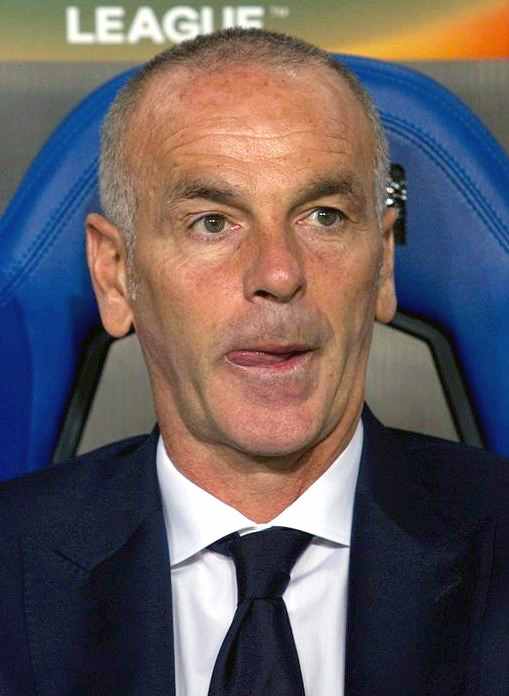
Stefano Pioli riporta i rossoneri alla fase a gironi della Champions League dopo sette anni di assenza.

Dopo la vittoria per 2-0 sul campo del Benevento, che allunga la striscia a 17 partite consecutive in Serie A con almeno due reti segnate a gara, il 6 gennaio il Milan perde l'imbattibilità in campionato (che durava da 27 partite) con la sconfitta casalinga per 1-3 contro la Juventus.
Agli ottavi di finale di Coppa Italia, il Milan elimina il Torino vincendo per 5-4 ai tiri di rigore dopo lo 0-0 maturato dopo i tempi supplementari, per poi essere eliminato dall'Inter nel derby ai quarti. I rossoneri termineranno il girone d'andata in testa alla classifica, diventando quindi campioni d'inverno, nonostante una sonora sconfitta per 0-3 contro l'Atalanta nella 19ª giornata.
Nel mese di febbraio arriva per il Milan un periodo di difficoltà. La squadra milanese perde la testa della classifica in seguito alla sconfitta per 2-0 contro la Spezia, scendendo al secondo posto per la prima volta in stagione. Nella partita successiva perde il derby per 3-0, distanziandosi di 4 punti dai rivali dell'Inter, divario che aumenta a 9 punti dopo il pareggio in extremis contro l'Udinese per 1-1 e la sconfitta contro il Napoli in casa per 0-1. In Europa League, invece, affronta la Stella Rossa ai sedicesimi, passando il turno per i gol fuori casa (2-2 a Belgrado e 1-1 a San Siro). Agli ottavi pesca il Manchester Utd, contro il quale pareggia per 1-1 in trasferta e perde 0-1 in casa, abbandonando così la competizione.
In campionato nel mese di aprile arrivano due passi falsi contro Sassuolo e Lazio che riaprono la corsa alla Champions League, per un Milan che nel frattempo ha abdicato il sogno scudetto in favore dei cugini nerazzurri. A maggio arrivano le vittorie contro il Benevento e il 3-0 sulla Juventus che permette al Milan di espugnare per la prima volta lo Juventus Stadium. Tre giorni dopo i rossoneri travolgono, sempre in trasferta, il Torino per 7-0. Alla penultima i rossoneri impattano per 0-0 contro il Cagliari a San Siro, scendendo al 3º posto a pari punti con il Napoli. All'ultima giornata la vittoria per 2-0 contro l'Atalanta grazie ad una doppietta di Franck Kessié, con entrambe le reti realizzate su calcio di rigore, regala al Milan la qualificazione in Champions League dopo sette anni di assenza, con il secondo posto finale (miglior piazzamento in campionato dal 2011-2012). La squadra di Pioli inoltre stabilisce il record di vittorie esterne (16) ed eguaglia il record di punti in trasferta (49), precedentemente stabilito dall'Inter nella stagione 2006-2007. Con 20 rigori a favore, stabilisce inoltre il nuovo record stagionale per il campionato italiano, superando i 18 rigori a favore della Lazio nella stagione precedente e dello stesso Milan nel 1950-51. Con la vittoria contro l'Atalanta all'ultima giornata, il Milan eguaglia anche il primato di squadre battute in un singolo campionato (19), stabilito dalla Juventus già in cinque occasioni precedenti, e realizzato anche dall'Inter campione.

## Divise e sponsor
Lo sponsor tecnico per la stagione 2020-2021 è Puma, mentre lo sponsor ufficiale è Emirates Fly Better.
Eccezionalmente, nella 37ª e penultima gara del campionato di Serie A, giocata il 16 maggio al Meazza contro il Cagliari, il Milan è sceso in campo con la divisa casalinga della stagione 2021-2022; lo stesso è avvenuto per l'uniforme riservata ai portieri.
| Casa | Casa (37ª Serie A) | Trasferta | Terza divisa | 1ª div. portiere | 1ª div. portiere (37ª Serie A) | 2ª div. portiere | 3ª div. portiere |

## Organigramma societario

### Organigramma
Dal sito internet ufficiale della società.
- Presidente: Paolo Scaroni
- Vice presidente onorario: Franco Baresi (dal 28/10/2020)
- Consiglio di amministrazione: Paolo Scaroni, Ivan Gazidis, Marco Patuano, Alfredo Craca, Giorgio Furlani, Stefano Cocirio, Salvatore Cerchione, Massimo Ferrari
- Collegio sindacale: Franco Carlo Papa (presidente), Cesare Ciccolini, Alberto Dello Strologo, Luca Sala (sindaco supplente), Alessandro Ceriani (sindaco supplente)
- Amministratore delegato e direttore generale: Ivan Gazidis
- Direttore tecnico: Paolo Maldini
- Direttore sportivo: Frederic Massara
- Chief commercial officer: Lorenzo Giorgetti
- Chief of staff: James Murray
- Chief operation officer: Alessandro Sorbone
- Group revenue officer: Casper Stylsvig
- Youth sector director: Angelo Carbone
- Human resources & organization director: Agata Frigerio
- Stadium operations director: Marco Lomazzi
- Marketing & sales B2C director: Michele Lorusso
- Digital director: Lamberto Siega
- Partnerships director: Mauro Tavola
- Administration, planning & control director: Angela Zucca

### Staff tecnico
Dal sito internet ufficiale della società.
- Allenatore: Stefano Pioli
- Allenatore in seconda: Giacomo Murelli
- Preparatori atletici: Luca Monguzzi, Matteo Osti, Roberto Peressutti, Marco Vago
- Collaboratori tecnici: Daniele Bonera, Davide Lucarelli, Gianmarco Pioli, Luciano Vulcano, Igor Quaia
- Preparatori dei portieri: Dida, Emiliano Betti
- Team manager: Andrea Romeo

## Rosa
Rosa e numerazione aggiornate al 22 gennaio 2021.
| N. |                       | Ruolo | Calciatore                   |
| -- | --------------------- | ----- | ---------------------------- |
| 1  | Romania (bandiera)    | P     | Ciprian Tătărușanu           |
| 2  | Italia (bandiera)     | D     | Davide Calabria              |
| 4  | Algeria (bandiera)    | C     | Ismaël Bennacer              |
| 5  | Portogallo (bandiera) | D     | Diogo Dalot                  |
| 7  | Spagna (bandiera)     | A     | Samu Castillejo              |
| 8  | Italia (bandiera)     | C     | Sandro Tonali                |
| 9  | Croazia (bandiera)    | A     | Mario Mandžukić              |
| 10 | Turchia (bandiera)    | C     | Hakan Çalhanoğlu             |
| 11 | Svezia (bandiera)     | A     | Zlatan Ibrahimović           |
| 12 | Croazia (bandiera)    | A     | Ante Rebić                   |
| 13 | Italia (bandiera)     | D     | Alessio Romagnoli (capitano) |
| 14 | Italia (bandiera)     | D     | Andrea Conti                 |
| 15 | Norvegia (bandiera)   | A     | Jens Petter Hauge            |
| 17 | Portogallo (bandiera) | A     | Rafael Leão                  |
| 18 | Francia (bandiera)    | C     | Soualiho Meïté               |
| 19 | Francia (bandiera)    | D     | Theo Hernández               |
| 20 | Francia (bandiera)    | D     | Pierre Kalulu                |

| N. |                                 | Ruolo | Calciatore                           |
| -- | ------------------------------- | ----- | ------------------------------------ |
| 21 | Spagna (bandiera)               | A     | Brahim Díaz                          |
| 22 | Argentina (bandiera)            | D     | Mateo Musacchio                      |
| 23 | Inghilterra (bandiera)          | D     | Fikayo Tomori                        |
| 24 | Danimarca (bandiera)            | D     | Simon Kjær                           |
| 27 | Italia (bandiera)               | A     | Daniel Maldini                       |
| 29 | Italia (bandiera)               | A     | Lorenzo Colombo                      |
| 33 | Bosnia ed Erzegovina (bandiera) | C     | Rade Krunić                          |
| 39 | Brasile (bandiera)              | C     | Lucas Paquetá                        |
| 43 | Brasile (bandiera)              | D     | Léo Duarte                           |
| 46 | Italia (bandiera)               | D     | Matteo Gabbia                        |
| 56 | Belgio (bandiera)               | C     | Alexis Saelemaekers                  |
| 79 | Costa d'Avorio (bandiera)       | C     | Franck Kessié                        |
| 90 | Italia (bandiera)               | P     | Antonio Donnarumma                   |
| 92 | Italia (bandiera)               | C     | Giacomo Olzer                        |
| 93 | Uruguay (bandiera)              | C     | Diego Laxalt                         |
| 96 | Danimarca (bandiera)            | P     | Andreas Jungdal                      |
| 99 | Italia (bandiera)               | P     | Gianluigi Donnarumma (vice-capitano) |

## Calciomercato

### Sessione estiva (dall'1/9 al 5/10)
Nella sessione estiva di calciomercato, il Milan riscatta i cartellini del difensore Simon Kjær dal Siviglia e del centrocampista Alexis Saelemaekers dall'Anderlecht, il cui acquisto era già stato perfezionato a luglio. Rinnova inoltre, per un anno, il contratto di Zlatan Ibrahimović e si assicura a titolo definitivo Ante Rebić, che aveva ben figurato nella parte finale della stagione precedente. Tra le altre operazioni, che comprendono i prestiti dei giovani Diogo Dalot (dal Manchester Utd) e Brahim Díaz (dal Real Madrid), si segnalano l'acquisto del giovane norvegese Jens Petter Hauge (dal Bodø/Glimt affrontato ai preliminari di Europa League) e soprattutto del talento italiano Sandro Tonali, che il Milan si assicura in prestito oneroso con diritto di riscatto dal Brescia, dopo un duello di mercato con i cugini dell'Inter. Il giovane attaccante Lorenzo Colombo, prodotto delle giovanili, e che già aveva raggranellato qualche minuto nel rush finale della stagione precedente, viene stabilmente aggregato alla prima squadra.
Per quanto riguarda le cessioni, le due più importanti operazioni in tal senso, e che permettono al Milan di fare cassa, sono le cessioni definitive di Lucas Paquetá all'Olympique Lione (21 milioni €) e di Suso (21 milioni € più 3 milioni € di bonus), già ceduto in prestito a febbraio e in seguito riscattato come da accordi contrattuali dal Siviglia. Lasciano il club anche Pepe Reina, che passa a titolo gratuito alla Lazio, Gustavo Gómez, Ricardo Rodríguez, André Silva e Diego Laxalt, diretti rispettivamente al Palmeiras, al Torino, all'Eintracht Francoforte e al Celtic, Lucas Biglia e il senatore Giacomo Bonaventura, che da svincolati si accasano rispettivamente al Fatih Karagümrük e alla Fiorentina.
| Acquisti         | Acquisti            | Acquisti              | Acquisti                                                                                         |
| R.               | Nome                | da                    | Modalità                                                                                         |
| ---------------- | ------------------- | --------------------- | ------------------------------------------------------------------------------------------------ |
| P                | Pepe Reina          | Aston Villa           | fine prestito                                                                                    |
| P                | Ciprian Tătărușanu  | Olympique Lione       | definitivo (0,5 milioni €)                                                                       |
| D                | Simon Kjær          | Siviglia              | riscatto del cartellino (3,5 milioni €)                                                          |
| D                | Diogo Dalot         | Manchester Utd        | prestito                                                                                         |
| D                | Ricardo Rodríguez   | PSV                   | fine prestito                                                                                    |
| C                | Brahim Díaz         | Real Madrid           | prestito                                                                                         |
| C                | Alen Halilović      | Heerenveen            | fine prestito                                                                                    |
| C                | Alexis Saelemaekers | Anderlecht            | riscatto del cartellino (3,5 milioni €)                                                          |
| C                | Sandro Tonali       | Brescia               | prestito oneroso (10 milioni €) con diritto di riscatto (15 milioni € più 10 milioni € di bonus) |
| A                | Jens Petter Hauge   | Bodø/Glimt            | definitivo (5 milioni €)                                                                         |
| A                | Ante Rebić          | Eintracht Francoforte | definitivo (5 milioni €)                                                                         |
| Altre operazioni |                     |                       |                                                                                                  |
| R.               | Nome                | da                    | Modalità                                                                                         |
| P                | Alessandro Plizzari | Livorno               | fine prestito                                                                                    |
| D                | Gabriele Bellodi    | Crotone               | fine prestito                                                                                    |
| D                | Pierre Kalulu       | Olympique Lione       | definitivo (0,48 milioni €)                                                                      |
| C                | Tommaso Pobega      | Pordenone             | fine prestito                                                                                    |
| A                | Riccardo Forte      | Lecco                 | fine prestito                                                                                    |
| A                | Ismet Sinani        | Sicula Leonzio        | fine prestito                                                                                    |

| Cessioni         | Cessioni            | Cessioni              | Cessioni                               |
| R.               | Nome                | a                     | Modalità                               |
| ---------------- | ------------------- | --------------------- | -------------------------------------- |
| P                | Asmir Begović       | Bournemouth           | fine prestito                          |
| P                | Pepe Reina          | Lazio                 | definitivo (gratuito)                  |
| D                | Gustavo Gómez       | Palmeiras             | riscatto del cartellino (2 milioni €)  |
| D                | Ricardo Rodríguez   | Torino                | definitivo (3 milioni €)               |
| C                | Lucas Biglia        | Fatih Karagümrük      | svincolato                             |
| C                | Giacomo Bonaventura | Fiorentina            | svincolato                             |
| C                | Marco Brescianini   | Virtus Entella        | prestito                               |
| C                | Alen Halilović      |                       | risoluzione                            |
| C                | Diego Laxalt        | Celtic                | prestito                               |
| C                | Lucas Paquetá       | Olympique Lione       | definitivo (21 milioni €)              |
| A                | André Silva         | Eintracht Francoforte | definitivo (3 milioni €)               |
| A                | Suso                | Siviglia              | riscatto del cartellino (24 milioni €) |
| Altre operazioni |                     |                       |                                        |
| R.               | Nome                | a                     | Modalità                               |
| D                | Gabriele Bellodi    | Alessandria           | prestito                               |
| A                | Gabriele Capanni    | Cesena                | prestito                               |
| P                | Alessandro Plizzari | Reggina               | prestito                               |
| C                | Alessandro Sala     | Cesena                | prestito                               |
| A                | Frank Tsadjout      | Cittadella            | prestito                               |
| C                | Tommaso Pobega      | Spezia                | prestito                               |
| D                | Gabriele Galardi    | Viterbese             | prestito                               |
| A                | Siaka Haidara       | Lecco                 | definitivo (gratuito)                  |
| P                | Matteo Soncin       | Pergolettese          | definitivo (gratuito)                  |
| D                | Tommaso Merletti    | Renate                | definitivo (gratuito)                  |
| C                | Emanuele Torrasi    | Imolese               | definitivo (gratuito)                  |
| D                | Alberto Barazzetta  | Giana Erminio         | definitivo (gratuito)                  |
| A                | Riccardo Forte      | Cavese                | definitivo                             |

### Sessione invernale (dal 4/1 all'1/2)
| Acquisti         | Acquisti        | Acquisti | Acquisti                         |
| R.               | Nome            | da       | Modalità                         |
| ---------------- | --------------- | -------- | -------------------------------- |
| D                | Fikayo Tomori   | Chelsea  | prestito con diritto di riscatto |
| C                | Soualiho Meïté  | Torino   | prestito con diritto di riscatto |
| A                | Mario Mandžukić | -        | svincolato                       |
| Altre operazioni |                 |          |                                  |
| R.               | Nome            | da       | Modalità                         |

| Cessioni         | Cessioni        | Cessioni            | Cessioni   |
| R.               | Nome            | a                   | Modalità   |
| ---------------- | --------------- | ------------------- | ---------- |
| D                | Andrea Conti    | Parma               | prestito   |
| D                | Léo Duarte      | İstanbul Başakşehir | prestito   |
| D                | Mateo Musacchio | Lazio               | definitivo |
| A                | Lorenzo Colombo | Cremonese           | prestito   |
| Altre operazioni |                 |                     |            |
| R.               | Nome            | a                   | Modalità   |

## Risultati

### Serie A

#### Girone di andata
| Arbitro: | La Penna (Roma) |

|                             |           |  |
| Ibrahimović 35’, 51’ (rig.) | Marcatori |  |

| Arbitro: | Pairetto (Nichelino) |

|  |           |                              |
|  | Marcatori | 45+2’ (rig.) Kessié 50’ Díaz |

| Arbitro: | Serra (Torino) |

|                             |           |  |
| Leão 57’, 78’ Hernández 76’ | Marcatori |  |

| Arbitro: | Mariani (Aprilia) |

|            |           |                      |
| Lukaku 29’ | Marcatori | 13’, 16’ Ibrahimović |

| Arbitro: | Giacomelli (Trieste) |

|                                             |           |                                            |
| Ibrahimović 2’, 79’ (rig.) Saelemaekers 47’ | Marcatori | 14’ Džeko 71’ (rig.) Veretout 84’ Kumbulla |

| Arbitro: | Di Bello (Brindisi) |

|                    |           |                            |
| de Paul 48’ (rig.) | Marcatori | 18’ Kessié 83’ Ibrahimović |

| Arbitro: | Guida (Torre Annunziata) |

|                                      |           |                              |
| Magnani 27’ (aut.) Ibrahimović 90+3’ | Marcatori | 6’ Barák 19’ (aut.) Calabria |

| Arbitro: | Valeri (Roma) |

|             |           |                                  |
| Mertens 63’ | Marcatori | 20’, 54’ Ibrahimović 90+5’ Hauge |

| Arbitro: | Abisso (Palermo) |

|                                 |           |  |
| Romagnoli 17’ Kessié 27’ (rig.) | Marcatori |  |

| Arbitro: | Calvarese (Teramo) |

|           |           |                                  |
| Ekdal 82’ | Marcatori | 45’ (rig.) Kessié 77’ Castillejo |

| Arbitro: | Fourneau (Roma) |

|                      |           |                        |
| Hernández 58’, 90+1’ | Marcatori | 13’ Hernani 56’ Kurtić |

| Arbitro: | Orsato (Schio) |

|                 |           |                         |
| Destro 47’, 60’ | Marcatori | 52’ Calabria 83’ Kalulu |

| Arbitro: | Mariani (Aprilia) |

|             |           |                          |
| Berardi 89’ | Marcatori | 1’ Leão 26’ Saelemaekers |

| Arbitro: | Di Bello (Brindisi) |

|                                                 |           |                               |
| Rebić 10’ Çalhanoğlu 17’ (rig.) Hernández 90+2’ | Marcatori | 28’ Luis Alberto 59’ Immobile |

| Arbitro: | Pasqua (Tivoli) |

|  |           |                            |
|  | Marcatori | 15’ (rig.) Kessié 49’ Leão |

| Arbitro: | Irrati (Firenze) |

|              |           |                              |
| Calabria 41’ | Marcatori | 18’, 62’ Chiesa 76’ McKennie |

| Arbitro: | Maresca (Napoli) |

|                            |           |  |
| Leão 25’ Kessié 36’ (rig.) | Marcatori |  |

| Arbitro: | Abisso (Palermo) |

|  |           |                            |
|  | Marcatori | 7’ (rig.), 52’ Ibrahimović |

| Arbitro: | Mariani (Aprilia) |

|  |           |                                         |
|  | Marcatori | 26’ Romero 53’ (rig.) Iličić 77’ Zapata |

#### Girone di ritorno
| Arbitro: | Doveri (Roma) |

|          |           |                             |
| Poli 81’ | Marcatori | 26’ Rebić 55’ (rig.) Kessié |

| Arbitro: | Pairetto (Nichelino) |

|                                     |           |  |
| Ibrahimović 30’, 64’ Rebić 69’, 70’ | Marcatori |  |

| Arbitro: | Chiffi (Padova) |

|                          |           |  |
| Maggiore 56’ Bastoni 67’ | Marcatori |  |

| Arbitro: | Doveri (Roma) |

|  |           |                             |
|  | Marcatori | 5’, 57’ Martínez 66’ Lukaku |

| Arbitro: | Guida (Torre Annunziata) |

|              |           |                             |
| Veretout 50’ | Marcatori | 43’ (rig.) Kessié 58’ Rebić |

| Arbitro: | Massa (Imperia) |

|                     |           |           |
| Kessié 90+7’ (rig.) | Marcatori | 68’ Becão |

| Arbitro: | Orsato (Schio) |

|  |           |                      |
|  | Marcatori | 27’ Krunić 50’ Dalot |

| Arbitro: | Pasqua (Tivoli) |

|  |           |              |
|  | Marcatori | 49’ Politano |

| Arbitro: | Guida (Torre Annunziata) |

|                       |           |                                        |
| Pulgar 17’ Ribéry 51’ | Marcatori | 9’ Ibrahimović 57’ Díaz 72’ Çalhanoğlu |

| Arbitro: | Piccinini (Forlì) |

|           |           |                  |
| Hauge 87’ | Marcatori | 57’ Quagliarella |

| Arbitro: | Maresca (Napoli) |

|              |           |                                |
| Gagliolo 66’ | Marcatori | 8’ Rebić 44’ Kessié 90+4’ Leão |

| Arbitro: | Calvarese (Teramo) |

|                               |           |            |
| Rebić 13’ Scamacca 68’ (aut.) | Marcatori | 37’ Destro |

| Arbitro: | Sacchi (Macerata) |

|                |           |                    |
| Çalhanoğlu 30’ | Marcatori | 76’, 83’ Raspadori |

| Arbitro: | Orsato (Schio) |

|                             |           |  |
| Correa 2’, 51’ Immobile 87’ | Marcatori |  |

| Arbitro: | Calvarese (Teramo) |

|                             |           |  |
| Çalhanoğlu 6’ Hernández 60’ | Marcatori |  |

| Arbitro: | Valeri (Roma) |

|  |           |                                 |
|  | Marcatori | 45+1’ Díaz 78’ Rebić 82’ Tomori |

| Arbitro: | Guida (Torre Annunziata) |

|  |           |                                                                   |
|  | Marcatori | 19’, 62’ Hernández 26’ (rig.) Kessié 50’ Díaz 67’, 72’, 79’ Rebić |

| Milano 16 maggio 2021, ore 20:45 CEST 37ª giornata | Milan           | 0 – 0 referto | Cagliari | Stadio Giuseppe Meazza (0 spett.)\| Arbitro: \| Massa (Imperia) \| |
| Arbitro:                                           | Massa (Imperia) |               |          |                                                                    |

| Arbitro: | Mariani (Aprilia) |

|  |           |                                 |
|  | Marcatori | 43’ (rig.), 90+3’ (rig.) Kessié |

### Coppa Italia

#### Fase finale
| Arbitro: | Valeri (Roma) |

|                                              |                      |                                              |
| Kessié Hernández Tonali Romagnoli Çalhanoğlu | Tiri di rigore 5 – 4 | Belotti Lukić Lyanco Rincón Milinković-Savić |

| Arbitro: | Valeri (Roma) |

|                                 |           |                 |
| Lukaku 71’ (rig.) Eriksen 90+7’ | Marcatori | 31’ Ibrahimović |

### UEFA Europa League

#### Qualificazioni
| Arbitro: | Farkas |

|  |           |                                |
|  | Marcatori | 23’ Ibrahimović 67’ Çalhanoğlu |

| Arbitro: | Jović |

|                                 |           |                      |
| Çalhanoğlu 16’, 50’ Colombo 32’ | Marcatori | 15’ Junker 55’ Hauge |

#### Spareggi
| Arbitro: | Gil Manzano |

| |                      |                                                                                               |
| Geraldes 72’ Gelson Dala 91’                                                                              | Marcatori            | 51’ Saelemaekers 120+2’ (rig.) Çalhanoğlu                                                     |
| Geraldes Santos Jambor Piazón Filipe Augusto Gelson Dala Gabrielzinho Monte Pinto Kieszek Geraldes Santos | Tiri di rigore 8 – 9 | Bennacer Kjær Hernández Díaz Çalhanoğlu Calabria Tonali Colombo Leão Donnarumma Bennacer Kjær |

#### Fase a gironi
| Arbitro: | Jug |

|                 |           |                                 |
| Elyounoussi 76’ | Marcatori | 14’ Krunić 42’ Díaz 90+2’ Hauge |

| Arbitro: | Özkahya |

|                             |           |  |
| Díaz 24’ Leão 57’ Dalot 66’ | Marcatori |  |

| Arbitro: | Frankowski |

|  |           |                             |
|  | Marcatori | 22’ (rig.), 55’, 58’ Yazici |

| Arbitro: | Pawson |

|           |           |                |
| Bamba 65’ | Marcatori | 46’ Castillejo |

| Arbitro: | De Burgos Bengoetxea |

|                                                  |           |                      |
| Çalhanoğlu 24’ Castillejo 26’ Hauge 50’ Díaz 82’ | Marcatori | 7’ Rogić 14’ Édouard |

| Arbitro: | Siebert |

|  |           |           |
|  | Marcatori | 23’ Hauge |

#### Fase a eliminazione diretta
| Arbitro: | Sidīropoulos |

|                               |           |                                        |
| Kanga 52’ (rig.) Pavkov 90+3’ | Marcatori | 42’ (aut.) Pankov 61’ (rig.) Hernández |

| Arbitro: | Gil Manzano |

|                  |           |                   |
| Kessié 9’ (rig.) | Marcatori | 24’ Ben Nabouhane |

| Arbitro: | Vinčić |

|            |           |            |
| Diallo 50’ | Marcatori | 90+2’ Kjær |

| Arbitro: | Brych |

|  |           |           |
|  | Marcatori | 49’ Pogba |

## Statistiche

### Statistiche di squadra
| Competizione  | Punti | In casa | In casa | In casa | In casa | In casa | In casa | In trasferta | In trasferta | In trasferta | In trasferta | In trasferta | In trasferta | Totale | Totale | Totale | Totale | Totale | Totale | DR  |
| Competizione  | Punti | G       | V       | N       | P       | Gf      | Gs      | G            | V            | N            | P            | Gf           | Gs           | G      | V      | N      | P      | Gf     | Gs     | DR  |
| ------------- | ----- | ------- | ------- | ------- | ------- | ------- | ------- | ------------ | ------------ | ------------ | ------------ | ------------ | ------------ | ------ | ------ | ------ | ------ | ------ | ------ | --- |
| Serie A       | 79    | 19      | 8       | 6       | 5       | 31      | 24      | 19           | 16           | 1            | 2            | 42           | 17           | 38     | 24     | 7      | 7      | 74     | 41     | +33 |
| Coppa Italia  | -     | 1       | 0       | 1       | 0       | 0       | 0       | 1            | 0            | 0            | 1            | 1            | 2            | 2      | 0      | 1      | 1      | 1      | 2      | -1  |
| Europa League | 13    | 6       | 3       | 1       | 2       | 11      | 9       | 7            | 3            | 4            | 0            | 12           | 7            | 13     | 6      | 5      | 2      | 23     | 16     | +7  |
| Totale        | -     | 26      | 11      | 8       | 7       | 42      | 33      | 27           | 19           | 5            | 3            | 55           | 26           | 53     | 30     | 13     | 10     | 98     | 59     | +39 |

### Andamento in campionato
| Giornata  | 1 | 2 | 3 | 4 | 5 | 6 | 7 | 8 | 9 | 10 | 11 | 12 | 13 | 14 | 15 | 16 | 17 | 18 | 19 | 20 | 21 | 22 | 23 | 24 | 25 | 26 | 27 | 28 | 29 | 30 | 31 | 32 | 33 | 34 | 35 | 36 | 37 | 38 |
| --------- | - | - | - | - | - | - | - | - | - | -- | -- | -- | -- | -- | -- | -- | -- | -- | -- | -- | -- | -- | -- | -- | -- | -- | -- | -- | -- | -- | -- | -- | -- | -- | -- | -- | -- | -- |
| Luogo     | C | T | C | T | C | T | C | T | C | T  | C  | T  | T  | C  | T  | C  | C  | T  | C  | T  | C  | T  | C  | T  | C  | T  | C  | T  | C  | T  | C  | C  | T  | C  | T  | T  | C  | T  |
| Risultato | V | V | V | V | N | V | N | V | V | V  | N  | N  | V  | V  | V  | P  | V  | V  | P  | V  | V  | P  | P  | V  | N  | V  | P  | V  | N  | V  | V  | P  | P  | V  | V  | V  | N  | V  |
| Posizione | 1 | 1 | 1 | 1 | 1 | 1 | 1 | 1 | 1 | 1  | 1  | 1  | 1  | 1  | 1  | 1  | 1  | 1  | 1  | 1  | 1  | 2  | 2  | 2  | 2  | 2  | 2  | 2  | 2  | 2  | 2  | 2  | 3  | 2  | 2  | 2  | 3  | 2  |

Fonte:  Serie A – Classifiche, su sport.sky.it, Sky Sport. URL consultato il 2 settembre 2020 (archiviato dall'url originale l'11 settembre 2014).
Legenda:

Luogo: C = Casa; T = Trasferta. Risultato: V = Vittoria; N = Pareggio; P = Sconfitta.

### Statistiche dei giocatori
Sono in corsivo i calciatori che hanno lasciato la società a stagione in corso.
| Giocatore       | Serie A  | Serie A | Serie A     | Serie A    | Coppa Italia | Coppa Italia | Coppa Italia | Coppa Italia | Europa League | Europa League | Europa League | Europa League | Totale   | Totale | Totale      | Totale     |
| Giocatore       | Presenze | Reti    | Ammonizioni | Espulsioni | Presenze     | Reti         | Ammonizioni  | Espulsioni   | Presenze      | Reti          | Ammonizioni   | Espulsioni    | Presenze | Reti   | Ammonizioni | Espulsioni |
| --------------- | -------- | ------- | ----------- | ---------- | ------------ | ------------ | ------------ | ------------ | ------------- | ------------- | ------------- | ------------- | -------- | ------ | ----------- | ---------- |
| I. Bennacer     | 21       | 0       | 4           | 0          | 0            | 0            | 0            | 0            | 9             | 0             | 1             | 0             | 30       | 0      | 5           | 0          |
| D. Calabria     | 32       | 2       | 7           | 0          | 1            | 0            | 0            | 0            | 6             | 0             | 0             | 0             | 39       | 2      | 7           | 0          |
| H. Çalhanoğlu   | 33       | 4       | 4           | 0          | 1            | 0            | 0            | 0            | 9             | 5             | 0             | 0             | 43       | 9      | 4           | 0          |
| S. Castillejo   | 28       | 1       | 5           | 0          | 2            | 0            | 0            | 0            | 13            | 2             | 1             | 0             | 43       | 3      | 6           | 0          |
| L. Colombo      | 4        | 0       | 0           | 0          | 0            | 0            | 0            | 0            | 5             | 1             | 0             | 0             | 9        | 1      | 0           | 0          |
| A. Conti        | 3        | 0       | 0           | 0          | 0            | 0            | 0            | 0            | 2             | 0             | 0             | 0             | 5        | 0      | 0           | 0          |
| D. Dalot        | 21       | 1       | 4           | 0          | 2            | 0            | 0            | 0            | 10            | 1             | 1             | 0             | 33       | 2      | 5           | 0          |
| B. Díaz         | 27       | 4       | 2           | 0          | 2            | 0            | 0            | 0            | 10            | 3             | 1             | 0             | 39       | 7      | 3           | 0          |
| A. Donnarumma   | 0        | 0       | 0           | 0          | 0            | 0            | 0            | 0            | 0             | 0             | 0             | 0             | 0        | 0      | 0           | 0          |
| G. Donnarumma   | 37       | -38     | 1           | 0          | 0            | 0            | 1            | 1            | 11            | -16           | 2             | 0             | 48       | -54    | 4           | 1          |
| L. Duarte       | 1        | 0       | 0           | 0          | 0            | 0            | 0            | 0            | 2             | 0             | 0             | 0             | 3        | 0      | 0           | 0          |
| M. Gabbia       | 8        | 0       | 2           | 0          | 0            | 0            | 0            | 0            | 5             | 0             | 0             | 0             | 13       | 0      | 2           | 0          |
| J.P. Hauge      | 18       | 2       | 0           | 0          | 1            | 0            | 0            | 0            | 5             | 3             | 0             | 0             | 24       | 5      | 0           | 0          |
| T. Hernández    | 33       | 7       | 9           | 0          | 2            | 0            | 0            | 0            | 10            | 1             | 2             | 0             | 45       | 8      | 11          | 0          |
| Z. Ibrahimović  | 19       | 15      | 2           | 1          | 2            | 1            | 2            | 1            | 6             | 1             | 1             | 0             | 27       | 17     | 5           | 2          |
| P. Kalulu       | 13       | 1       | 1           | 0          | 1            | 0            | 0            | 0            | 4             | 0             | 1             | 0             | 18       | 1      | 2           | 0          |
| F. Kessié       | 37       | 13      | 8           | 0          | 2            | 0            | 2            | 0            | 11            | 1             | 0             | 0             | 50       | 14     | 10          | 0          |
| S. Kjær         | 28       | 0       | 3           | 0          | 1            | 0            | 1            | 0            | 10            | 1             | 2             | 0             | 39       | 1      | 6           | 0          |
| R. Krunić       | 25       | 1       | 3           | 0          | 1            | 0            | 0            | 0            | 12            | 1             | 1             | 0             | 38       | 2      | 4           | 0          |
| A. Jungdal      | 0        | 0       | 0           | 0          | 0            | 0            | 0            | 0            | 0             | 0             | 0             | 0             | 0        | 0      | 0           | 0          |
| D. Laxalt       | 0        | 0       | 0           | 0          | 0            | 0            | 0            | 0            | 0             | 0             | 0             | 0             | 0        | 0      | 0           | 0          |
| R. Leão         | 30       | 6       | 5           | 0          | 2            | 0            | 0            | 0            | 8             | 1             | 1             | 0             | 40       | 7      | 6           | 0          |
| D. Maldini      | 5        | 0       | 0           | 0          | 0            | 0            | 0            | 0            | 4             | 0             | 1             | 0             | 9        | 0      | 1           | 0          |
| M. Mandžukić    | 10       | 0       | 1           | 0          | 0            | 0            | 0            | 0            | 1             | 0             | 1             | 0             | 11       | 0      | 2           | 0          |
| S. Meïté        | 16       | 0       | 2           | 0          | 1            | 0            | 0            | 0            | 4             | 0             | 0             | 0             | 21       | 0      | 2           | 0          |
| M. Musacchio    | 1        | 0       | 0           | 0          | 1            | 0            | 0            | 0            | 0             | 0             | 0             | 0             | 2        | 0      | 0           | 0          |
| G. Olzer        | 0        | 0       | 0           | 0          | 1            | 0            | 0            | 0            | 0             | 0             | 0             | 0             | 1        | 0      | 0           | 0          |
| L. Paquetá      | 0        | 0       | 0           | 0          | 0            | 0            | 0            | 0            | 0             | 0             | 0             | 0             | 0        | 0      | 0           | 0          |
| A. Rebić        | 27       | 11      | 4           | 1          | 1            | 0            | 1            | 0            | 5             | 0             | 0             | 0             | 33       | 11     | 5           | 1          |
| A. Romagnoli    | 22       | 1       | 7           | 0          | 2            | 0            | 0            | 0            | 6             | 0             | 2             | 0             | 30       | 1      | 9           | 0          |
| A. Saelemaekers | 32       | 2       | 7           | 1          | 1            | 0            | 0            | 0            | 7             | 1             | 2             | 0             | 40       | 3      | 9           | 1          |
| C. Tătărușanu   | 1        | -3      | 0           | 0          | 2            | -2           | 0            | 0            | 2             | -0            | 0             | 0             | 5        | -5     | 0           | 0          |
| F. Tomori       | 17       | 1       | 0           | 0          | 1            | 0            | 0            | 0            | 4             | 0             | 0             | 0             | 22       | 1      | 0           | 0          |
| S. Tonali       | 25       | 0       | 1           | 1          | 1            | 0            | 1            | 0            | 11            | 0             | 1             | 0             | 37       | 0      | 3           | 1          |

## Giovanili

### Organigramma
- Responsabile tecnico: Angelo Carbone[16]

Primavera
- Allenatore: Federico Giunti

### Piazzamenti
- Primavera:
  - Campionato: 10º posto
  - Coppa Italia: ottavi di finale
- Under 18:
  - Campionato: 9º posto[48]

- Under 17:
  - Campionato: quarti di finale[49]
- Under 16:
  - Campionato: sospeso[50]
- Under 15:
  - Campionato: sospeso[50]